# Ityococcus beardsleyi
Ityococcus beardsleyi är en insektsart som beskrevs av Williams 1985. Ityococcus beardsleyi ingår i släktet Ityococcus och familjen ullsköldlöss. Inga underarter finns listade i Catalogue of Life.